# Ramosze (vezír)

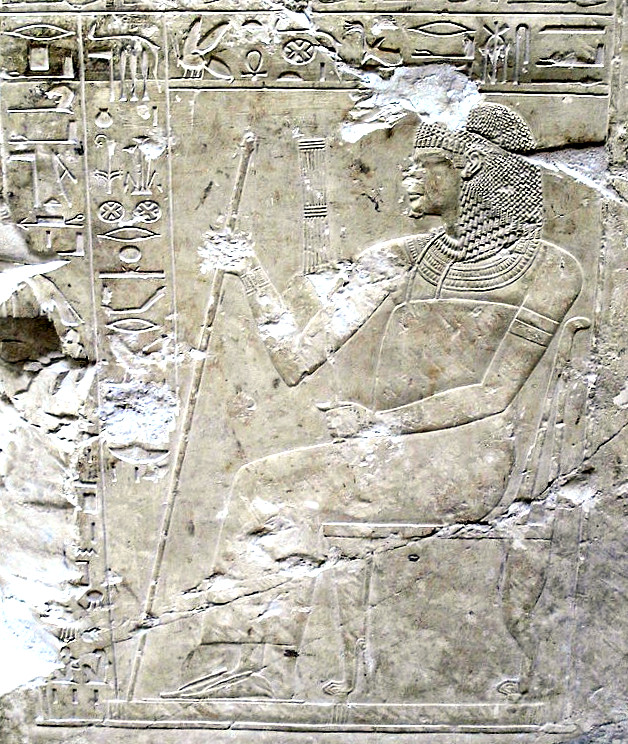
Ramosze ábrázolása sírjában

Ramosze ókori egyiptomi tisztségviselő volt a XVIII. dinasztia idején, vezír III. Amenhotep uralkodásának vége felé és Ehnaton uralkodásának elején. Többnyire a déli országrész (Felső-Egyiptom) vezírjének tartják az ebben az országrészben kifejtett tevékenysége és thébai sírja, a TT55 alapján, de nem teljesen biztos, hogy az volt.
Apja Hebi (vagy Nebi), aki Memphisz polgármestere volt III. Amenhotep uralkodásának kezdetétől fogva, anyja Ipuia, féltestvére Amenhotep Hui, a király memphiszi háznagya. Felesége neve Meritptah. Unokaöccse Ipi, memphiszi háznagy. Ramosze egész sor hangzatos címet viselt, többek közt a következőket: a város kormányzója; vezír; örökös herceg; nemesember; az igazság cselekvője, a hamisság gyűlölője; a királyi pecsét őre; a nagy emlékművek fő munkavezetője; Észak és Dél prófétáinak elöljárója; igaz bíró; a király egyetlen barátja; akit a Két Föld ura szeret figyelemreméltó tulajdonságai miatt; ki belép a palotába és kegyben lép ki onnan; kinek szavaival a király elégedett; Maat prófétája; főbíró.
Ramoszét említik III. Amenhotep palotájában Malkatában, Amenhotep Hui vezírrel együtt (nem azonos a testvérével; a név gyakori volt ekkor). Egymás mellett ábrázolják őket a szolebi templomban is. Az újbirodalom idején külön vezírje volt Felső- és Alsó-Egyiptomnak; nem teljesen világos, Ramosze melyik pozíciót töltötte be.

## Sírja
Sírja, a TT55 a thébai nekropoliszhoz tartozó Sejh Abd el-Kurna temetőben található, Luxorral szemben, a Nílus nyugati partján. Díszítésén szerepel mindkét fáraó, aki alatt szolgált. A falak festményein nyomon követhető az egyiptomi művészet radikális változása az Amarna-kor elején: Ehnaton, akit a sírban még eredeti nevén, Amenhotepként említenek, először hagyományos ábrázolásmódban jelenik meg, és Maat istennő mellett trónol, ennek a képnek a folytatásán azonban már Aton sugarai alatt áll Nofertitivel. Ez utóbbi kép abban a korai Amarna-stílusban készült, mint Ehnaton első, még Thébában épített naptemplomainak dekorációja. A sír befejezetlenül maradt, az ötödik évben hagyhatták abba rajta a munkát, amikor a király és hívei átköltöztek az új fővárosba, Ahet-Atonba. Nem tudni, Ramosze azonos-e az amarnai EA11 sír azonos nevű tulajdonosával (lásd: Ramosze (Amarna).